# Max Flesch
Maximilian „Max“ Heinrich Johann Flesch (* 1. Januar 1852 in Frankfurt am Main; † 6. Mai 1943 im KZ Theresienstadt) war ein deutscher Anatom, Kriminalanthropologe, Gynäkologe, Sexual- und Sozialreformer.

## Leben

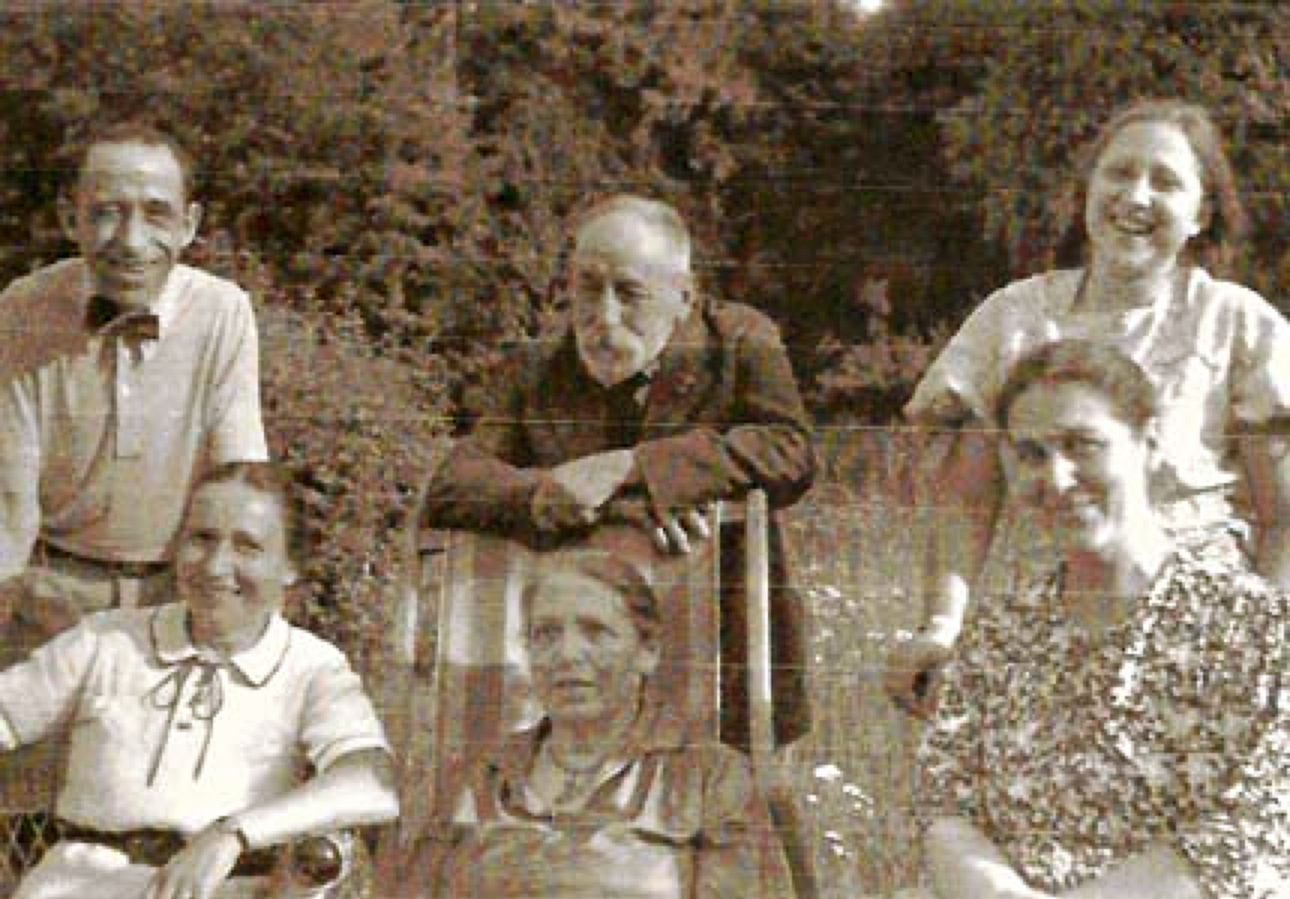
Max Flesch (Mitte) hinter seiner Ehefrau Hella (sitzend)

Max Flesch war das zweitälteste Kind des jüdischen Frankfurter Kinderarztes Jacob Gustav Flesch, der 1859 mit seiner Familie konvertierte. Max Flesch studierte ab 1869 in Bonn, Würzburg und in Berlin bei Rudolf Virchow Medizin. Nach seiner Promotion 1872 wurde er Prosektor an der anatomischen Anstalt der Universität Würzburg bei Albert von Kölliker, wo er sich 1879 habilitierte. 1882 wurde er zum Professor für Anatomie, Histologie und Embryologie an die Tierarzneischule in Bern berufen. Damit waren an dieser Schule erstmals die drei anatomischen Bereiche in einem Lehrstuhl vereinigt. Einer seiner Schüler war Theodor Oskar Rubeli (1861–1952), der auch sein Nachfolger wurde, als Flesch 1887 nach seiner Heirat nach Deutschland zurückkehrte. Flesch eröffnete 1888 eine zunächst allgemeinärztliche, dann chirurgische und frauenärztliche Praxis in Frankfurt am Main, die er bis 1928 führte. Bereits am Deutsch-Französischen Krieg 1870/71 hatte Flesch als Krankenpfleger teilgenommen. Im Ersten Weltkrieg leitete er ein Kriegslazarett.
Nach der nationalsozialistischen Machtübernahme zog sich Flesch mit seiner Frau Hella in sein Sommerhaus nach Hochwaldhausen im hessischen Vogelsberg zurück. Er konnte nicht mehr publizieren und wurde am 30. November 1938 aus der Liste der deutschen Akademie der Naturforscher Leopoldina, in der er seit 1882 Mitglied gewesen war, gestrichen. Am 13. September 1942 wurde das Ehepaar Flesch von der Gestapo abgeholt und per Lastwagen in ein Gemeinschaftslager in Gießen und am Tag darauf in ein Altersheim nach Darmstadt verbracht. Von dort wurden sie am 27. September 1942 ins KZ Theresienstadt deportiert. Hier starb Max Flesch am 6. Mai 1943.

## Werk
Flesch publizierte unzählige fach- und populärwissenschaftliche Arbeiten. In seiner Habilitationsschrift setzte er sich mit der Frage auseinander, ob es ein typisches Verbrechergehirn gebe. Auch wenn er sich im Laufe seines Lebens stärker anderen Bereichen zuwandte, beschäftigte er sich dennoch immer wieder mit kriminologischen Themen. Dabei sah er als Arzt den Kriminellen als einen „Kranken“, dessen abnorme Beschaffenheit einerseits oft angeboren bzw. vererbt, andererseits etwa durch Krankheitszustände, mangelhafte Ernährung, Alkohol- und Tabakkonsum oder Geschlechtskrankheiten krankhaft erworben sei.
Flesch verknüpfte damit in zeittypischer Form sozialdarwinistische Überzeugungen mit einem sozialhygienischen Impetus, den er in ein Engagement für Sozialreformen und Kommunalpolitik umsetzte. Gemeinsam mit seinem Bruder Karl Flesch, einem Stadtrat für den linksliberalen Demokratischen Verein und Vorsteher des Frankfurter Waisen- und Armenamts, gründete er 1890 federführend den Frankfurter Bund für Volksbildung und mit seiner Frau Hella (1866–1943) 1892 die Frankfurter Hauspflege. Er wirkte außerdem maßgeblich in der Deutschen Gesellschaft zur Bekämpfung der Geschlechtskrankheiten (DGBG) mit und war lange Jahre Vorsitzender der Frankfurter Ortsgruppe, die er 1903 mit Henriette Fürth ins Leben gerufen hatte. In dieser Funktion besorgte er 1903 als Herausgeber die deutsche Ausgabe des umstrittenen Anti-Syphilis Dramas „Die Schiffbrüchigen“ (frz. „Les Avariés“, 1901) von Eugène Brieux. In Frankfurt wurde außerdem 1912 eine szenische Aufführung organisiert, die an den ersten drei Spieltagen von über 3000 Menschen besucht wurde. In seinen sexualreformerischen Schriften mischte Flesch liberale und repressive Ansätze. Er kritisierte die Stigmatisierung von Prostituierten, setzte sich aber auch für eine ärztliche Meldepflicht von „gemeingefährlichen“ Geschlechtskrankheiten ein.

## Ehrungen
- Am 17. Februar 2009 wurde vor der Rüsterstr. 20 in Frankfurt, wo Max Flesch lange gelebt hatte, ein Stolperstein für das Ehepaar Flesch gelegt.
- Eine Gedenkstele der Leopoldina in Halle (Saale) zum Andenken von neun Mitgliedern der Akademie, die in den Konzentrationslagern der Nationalsozialisten ermordet wurden oder an den unmenschlichen und grausamen Bedingungen der Lagerhaft starben, erinnert auch an Maximilian Heinrich Flesch.[5]

## Publikationen (Auswahl)
- Untersuchungen über Verbrecher-Gehirne. I. Theil: Die pathologischen Befunde an Verbrecher-Leichen. Würzburg, 1882.
- Zur Casuistik anomaler Befunde an Gehirnen von Verbrechern und Selbstmördern. In: Archiv für Psychiatrie. 16 (1885), S. 689–697.
- Zur Bekämpfung der ansteckenden Krankheiten in den Städten: Gemeinverständliche hygienische Betrachtungen. Mit besonderer Rücksicht auf Diphtheritis und Scharlach. Frankfurt 1890.
- Prostitution und Frauenkrankheiten: Hygienische und volkswirthschaftliche Betrachtungen. Frankfurt am Main 1898.
- Der Thierversuch in der Medizin und seine Gegner. Leipzig 1901.
- mit Ludwig Wertheimer: Geschlechtskrankheiten und Rechtsschutz: Betrachtungen vom ärztlichen, juristischen und ethischen Standpunkt aus. Jena 1903.
- als Herausgeber: Eugène Brieux: Die Schiffbrüchigen: ein Theaterstück in 3 Akten. Berlin 1903.
- mit Carl Grünwald: Geschlechtskrankheiten und Prostitution in Frankfurt am Main ; Festschrift zum 1. Congreß d. Deutschen Gesellschaft zur Bekämpfung der Geschlechtskrankheiten in Frankfurt am Main 1903. Frankfurt am Main 1903.
- Untersuchungen zur Dynamik der Steckschüsse. Jena 1917.
- Zum 25-jährigen Bestehen der Ortsgruppe Frankfurt am Main der Deutschen Gesellschaft zur Bekämpfung der Geschlechtskrankheiten (D.G.B.G.): 1903 bis 1928. Frankfurt am Main 1928.
- Gehirn und Veranlagung des Verbrechers: Beiträge zur Aufhebung der Todesstrafe und zur Einführung eines Verwahrungsgesetzes. Berlin 1929.
- 1870-1871 und 1914–1918: Von der Verwundeten- und Krankenpflege in Zwei Kriegen. Aus Eigenen Erinnerungen. Frankfurt am Main 1930.